# Hyssia elaeochroa
Hyssia elaeochroa är en fjärilsart som beskrevs av Dyar 1913. Hyssia elaeochroa ingår i släktet Hyssia och familjen nattflyn. Inga underarter finns listade i Catalogue of Life.